# Rosie Pellizzer
Rosie Pellizzer (Caxias do Sul, 4 de outubro de 1993), é uma atriz e modelo brasileira e gaúcha. Rosie é conhecida principalmente por seus trabalhos na televisão mexicana, produzidos pela empresa TelevisaUnivision. Algumas de suas atuações mais destacadas são como Daniela Moreno na novela Cita a Ciegas, Renata Garibay na série dramática Como Dice El Dicho, Sophie e Karina nas séries da Televisa Esta Historia Me Suena e La Rosa de Guadalupe, respectivamente. Suas aparições em palcos de teatro incluem Susana Bracknell em The Importance of Being Earnest, Wendla Bergmann em Frühlings Erwachen e Jeannie em Hair — o Musical. Atualmente. Rosie divide suas atividades profissionais entre seu país, Brasil, e o México, país que a acolheu e a permitiu ter seu trabalho exibido em dezenas de países.

## Biografia
Rosie Pellizzer nasceu em 4 de outubro de 1993 em Caxias do Sul, Rio Grande do Sul, Brasil, como Roselaine Pelizzer. Desde pequena, Rosie mostrou interesse pela arte em suas diferentes formas. Aos 5 anos, Rosie começou a frequentar aulas de dança, aos 8 iniciou as aulas de teatro e aos 10, as aulas de canto. Desde muito cedo Rosie decidiu que queria profissionalizar-se e construir uma carreira como atriz. Ela frequentou diversos cursos de artes dramáticas em sua cidade natal até que, ao completar 17 anos, decidiu mudar-se para São Paulo, uma cidade com muito mais oportunidades artísticas. Em São Paulo, Rosie continuou sua formação além de se experimentar profissionalmente no teatro e no cinema. Aos 24 anos, Rosie Pellizzer decidiu se mudar para o exterior para amplificar sua carreira e oportunidades de trabalho. Em 2018 ela chegou à Cidade do México e iniciou um novo capítulo em sua história.

## Formação Artística
Apesar de ter iniciado seus estudos artísticos muito cedo, Rosie sempre levou sua formação artística muito a sério. Aos seus 18 anos, Rosie foi aceita para estudar uma Licenciatura em Artes Cênicas na prestigiosa USP — Universidade de São Paulo, que aceita apenas 10 novos alunos por ano e que tem a melhor avaliação entre as Licenciaturas em Artes Cênicas da América Latina. Na mesma época, ela tomou aulas de teatro musical e na sequência se graduou em um curso técnico de Atuação na Escola de Atores Wolf Maya. Aos seus 24 anos, Rosie decidiu mudar-se para o México para continuar sua formação e enfrentar novos desafios — agora atuando em espanhol. Em 2018, Rosie se graduou no CEA — Centro de Educación Artística da Televisa, a maior produtora e emissora de televisão mexicana. Pellizzer segue constantemente em cursos para ampliar seus conhecimentos.

## Carreira

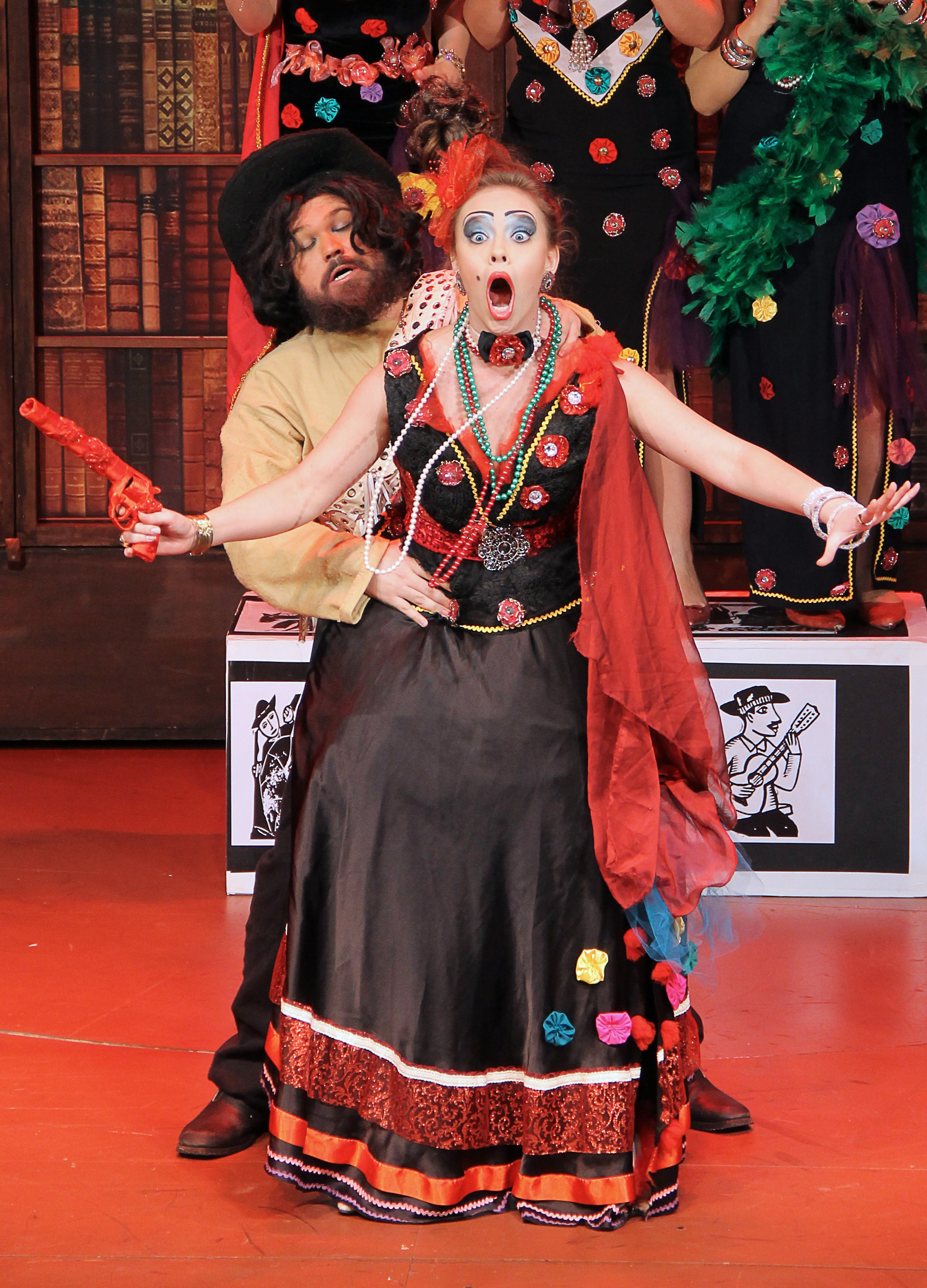
Rosie Pellizzer como Clarabela em A Farsa da Boa Preguiça de Ariano Suassuna

### Teatro
Rosie Pellizzer sempre se declarou apaixonada pelo teatro, tendo este sido seu primeiro contato com a atuação e o mais presente em sua vida e em sua carreira. Rosie iniciou seu contato com o universo teatral através de cursos livres aos seus 8 anos de idade, e, desde então, o teatro tem sido uma constante em sua vida, de uma forma ou de outra. Até seus 17 anos, Rosie participou de diversas montagens teatrais, em sua maioria amadoras, na cidade gaúcha de Caxias do Sul. Dentre estas obras, destacam-se peças infantis, como O Dragão Verde e Escravos de Jó, experiências shakespearianas como Sonho de Uma Noite de Verão, e até mesmo uma obra de construção coletiva rendendo homenagem ao seu povo e suas tradições: é o caso de Farrapos, Histórias de Uma História. Após mudar-se para São Paulo, Rosie abraçou novos desafios no teatro profissional, como a marcante personagem Wendia Bergmann de O Despertar da Primavera, um divisor de águas na carreira de Rosie. Sua especialidade a nível teatral é o drama, gênero que a atriz domina com maestria, porém Rosie já desenvolveu personagens dos mais diversos gêneros e sob a batuta de grandes diretores. Merecem destaque suas atuações em uma tragédia rodrigueana, uma farsa de Ariano Suassuna e uma experiência determinante em sua trajetória: o teatro musical. Seu carisma, beleza e capacidade de transmitir emoções e conectar com o público lhe rendem elogios e críticas positivas cada vez que sobe ao palco. Já estando no México, Rosie não deixou o teatro de lado, mas sim, ampliou seus horizontes. Foi a protagonista feminina da comédia The Importance of Being Earnest, participou da tragédia Romeu e Julieta e se aventurou no teatro de ópera, tendo a oportunidade de se apresentar no icônico Palacio de Bellas Artes com a obra Ascanio in Alba, de Mozart.
| Ano       | Obra                                                    | Personagem                | Diretor                | País                                     |
| --------- | ------------------------------------------------------- | ------------------------- | ---------------------- | ---------------------------------------- |
| 2021      | Ópera: Ascanio in Alba (Mozart)                         | Corpo de Baile            | Miguel Santa Rita      | México — Palacio de Bellas Artes         |
| 2019      | Romeu e Julieta (William Shakespeare)                   | Rosalina                  | Mauricio García Lozano | México – Foro Lucerna                    |
| 2018      | The Importance of Being Earnest (Oscar Wilde)           | Susana Bracknell          | Pablo Mandoki          | México – Teatro de La Ciudadela          |
| 2016      | Píramo e Tisbe (Vladimir Capella)                       | Eco, Láquesis e Eurídice  | Ivo Ueter              | Brasil – São Paulo                       |
| 2016      | A Farsa da Boa Preguiça (Ariano Suassuna)               | Clarabela                 | Sérgio Ferrara         | Brasil – São Paulo                       |
| 2015      | Maldito Nelson (Nelson Rodrigues)                       | Aurora (Os Sete Gatinhos) | Elias Andreato         | Brasil – São Paulo                       |
| 2015      | Hair – O Musical (James Rado/Jerome Ragni)              | Jeannie                   | Hudson Glauber         | Brasil – São Paulo                       |
| 2014      | Frühlings Erwachen (Frank Wedekind)                     | Wendla Bergmann           | Guilherme Marback      | Brasil – São Paulo                       |
| 2013      | A Pequena Sereia (Alexandre Biondi)                     | Ariel                     | Alexandre Biondi       | Brasil – Campinas                        |
| 2009/2010 | Farrapos — Histórias de Uma História (Criação Coletiva) | Julieta                   | Jonas Piccoli          | Brasil – Caxias do Sul e Bento Gonçalves |
| 2008      | Sonho de Uma Noite de Verão (William Shakespeare)       | Hérmia                    | Jonas Piccoli          | Brasil – Caxias do Sul                   |
| 2006      | O Dragão Verde (Maria Clara Machado)                    | Mestre Golias             | Miguel Beltrami        | Brasil – Caxias do Sul                   |
| 2006      | Escravos de Jó (Carlos Carvalho)                        | Nina                      | Jaqueline Pinzon       | Brasil – Caxias do Sul                   |

### Televisão e Cinema

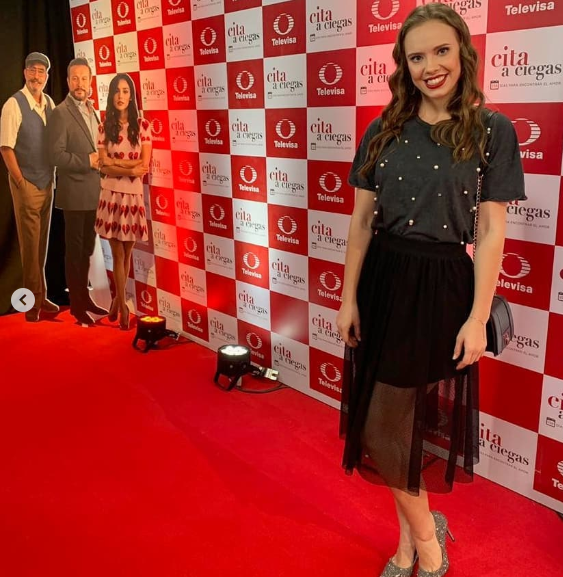
Rosie Pellizzer na apresentação à imprensa de Cita a Ciegas

Apesar de os primeiros anos da carreira de Rosie Pellizzer terem sido exclusivamente dedicados ao teatro, Rosie sempre simpatizou fortemente com o universo da televisão. A oportunidade de viver esse novo desafio de atuar para as telas surgiu no México, após sua graduação no Centro de Educación Artística – CEA da Televisa. As portas da emissora se abriram rapidamente para Rosie, que passo a passo conquistou papeis de maior relevo e constância na televisão mexicana. Sua primeira cena gravada foi uma participação para a série El Dragón, ao lado de Sebastián Rulli, com quem voltaria a contracenar em Vencer El Pasado. O trabalho de Rosie pode ser visto em diferentes facetas em cada um dos seus créditos na televisão. Na pele de vilã, merece destaque sua atuação como Carla Valverde no episódio "Guerra Avisada No Mata Soldados", da série Como Dice El Dicho. Entre seus trabalhos como protagonista, a personagem Renata Garibay é a mais conhecida: o episódio "El Amor Es Como El Fuego, No Es Un Juego" conta com mais de 5 milhões de visualizações no canal do YouTube pertencente à emissora Televisa. Rosie Pellizzer teve contato com o cinema principalmente através de curta-metragens independentes. Nestes, Rosie teve a oportunidade de trabalhar também como diretora, editora e até mesmo autora em algumas das produções das quais participou como atriz. 

### Filmografia

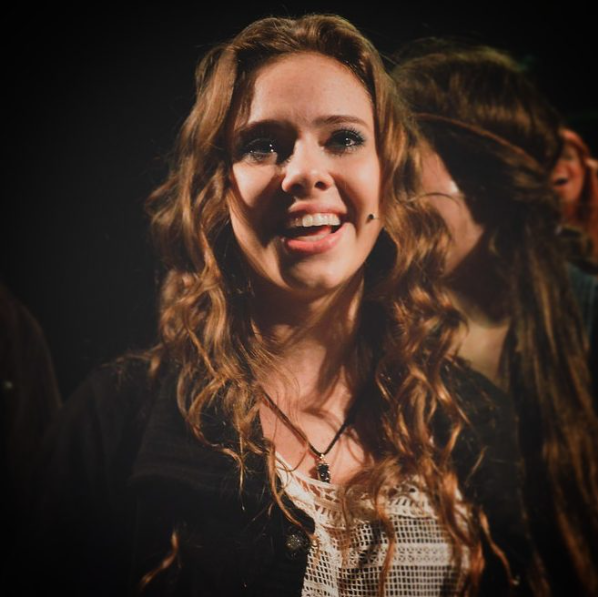
Rosie Pellizzer como Jeannie em Hair - O Musical

| Ano  | Título                 | Papel               | País   | Notas                                                                             |
| ---- | ---------------------- | ------------------- | ------ | --------------------------------------------------------------------------------- |
| 2022 | Vencer la Ausencia     | Vendedora Joalheria | México | novela                                                                            |
| 2022 | Esta Historia Me Suena | Sophie              | México | Episódio “Creo en Mí” – elenco principal                                          |
| 2022 | La Rosa de Guadalupe   | Sarahí              | México | Episódio “La Sustituta”                                                           |
| 2021 | Vencer El Pasado       | Enfermera Renata    | México | novela                                                                            |
| 2021 | Mi Fortuna es Amarte   | Dublê Andrea        | México | novela                                                                            |
| 2021 | La Rosa de Guadalupe   | Karina              | México | Episódio “La Mala del Cuento” – elenco principal                                  |
| 2021 | Como Dice El Dicho     | Azucena             | México | Episódio “Los Que De Corazón Se Quieren, De Corazón Se Hablan” – elenco principal |
| 2021 | Como Dice El Dicho     | Renata Garibay      | México | Episódio “El Amor Es Como El Fuego, No Es Un Juego” – elenco principal            |
| 2020 | Império de Mentiras    | Carla Gómez         | México | novela                                                                            |
| 2020 | Como Dice El Dicho     | Valeria             | México | Episódio “Cuándo El Amor Es Fingido, En El Aire Es Conocido” – elenco principal   |
| 2020 | La Rosa de Guadalupe   | Reportera           | México | Episódio “La Equivocación”                                                        |
| 2020 | Como Dice El Dicho     | Carla Valverde      | México | Episódio “Guerra Avisada No Mata Soldados” – elenco principal                     |
| 2019 | Cita a Ciegas          | Daniela Moreno      | México | 70 episódios                                                                      |
| 2019 | El Dragón              | Empregada Pizzaria  | México | série                                                                             |
| 2019 | Como Dice El Dicho     | Karla Manescu       | México | Episódio “A La Prueba Buen Amor, A La Vista Buen Amor” – elenco principal         |
| 2019 | Como Dice El Dicho     | Manuela             | México | Episódio “Con Las Glorias Se Olvidan Las Memorias” – elenco principal             |
| 2018 | Como Los Erizos        | Tania               | México | curta-metragem                                                                    |
| 2018 | Lágrimas En La Lluvia  | Elena               | México | curta-metragem                                                                    |
| 2018 | El Departamento        | Yolanda             | México | curta-metragem                                                                    |
| 2016 | Cidade Fria            | Angela              | Brasil | curta-metragem                                                                    |
| 2016 | Efígie                 | Monique             | Brasil | curta-metragem                                                                    |
| 2015 | Eusébio                | Tia Firmina         | Brasil | curta-metragem                                                                    |
| 2015 | Não Chame o Elevador   | Deborah             | Brasil | curta-metragem                                                                    |
| 2012 | Por Trás do Mundo      | Melissa             | Brasil | curta-metragem                                                                    |
| 2012 | Estação da Luz         | Rute                | Brasil | curta-metragem                                                                    |

### Video games
| Ano  | Título | Papel  | País   | Notas      |
| ---- | ------ | ------ | ------ | ---------- |
| 2012 | Sutura | Menina | Brasil | video game |

## Curiosidades
- Além do português, seu idioma materno, Rosie também fala fluentemente inglês e espanhol.
- Rosie é torcedora do Sport Club Internacional de Porto Alegre.
- Pellizzer é conhecida por sua postura profissional no set e pelo carinho e respeito com os quais atende fãs e concede entrevistas.
- Rosie Pellizzer aparece como Rosiany Pelizzer em alguns créditos, nome artístico adotado por ela no início de sua trajetória em São Paulo.